# Валье, Мария Ремедиос дель
Мария Ремедиос дель Валье (исп. María Remedios del Valle; около 1768; Буэнос-Айрес, Рио-де-ла-Плата; Испанская империя — 8 ноября 1847; Буэнос-Айрес; Аргентинская конфедерация) — афро-аргентинская последовательница лагеря, ставшая солдатом. Участвовала в аргентинской войне за Независимость и нескольких сражениях, была произведена в капитаны генералом Мануэлем Бельграно. Вся её семья была убита на войне, а она сама была захвачена испанскими войсками после битвы при Айохуме, но сумела сбежать. После окончания войны была вынуждена побираться, пока её не обнаружил один из генералов, под началом которых она воевала, и ей постановили выплачивать пенсию. Заслуги в деле борьбы за независимость Валье, в значительной степени забытой к началу XXI века, когда аргентинские историки, ныне широко признаются на её родине.

## Биография
Мария Ремедиос де Валье де Росас родилась около 1768 года в Буэнос-Айресе. В военных записях значилась как «парда» (pardo, то есть потомок трехрасовых европейцев, коренных американцев и рабов из Западной Африки — этот термин позже стал применяться к людям преимущественно или полностью африканского происхождения). В свидетельских показаниях, данных в Дневниках сезонов 1828 года, представленных Конгрессу, говорится, что ей было «шестьдесят или более лет», то есть она родилась примерно в 1768 году.
Мариа со своим мужем и двумя сыновьями сопровождала Армию Севера, которая была развернута Соединенными провинциями Рио-де-ла-Плата для освобождения Перу и Верхнего Перу, ныне Боливии, от Испании. Это была первая военная экспедиция во внутренние районы, которая покинула Буэнос-Айрес 20 июня 1810 года под командованием Бернардо Хоакина де Ансоатеги, капитана 6-й роты артиллерийского дивизиона Воланте. Первоначально дель Валье была среди последователей лагеря, которые были набраны из городской бедноты и сельского крестьянства, чтобы следовать за войсками и оказывать услуги по приготовлению пищи и уходу, носить оружие и боеприпасы и собирать разведданные, которые могли помочь военным.

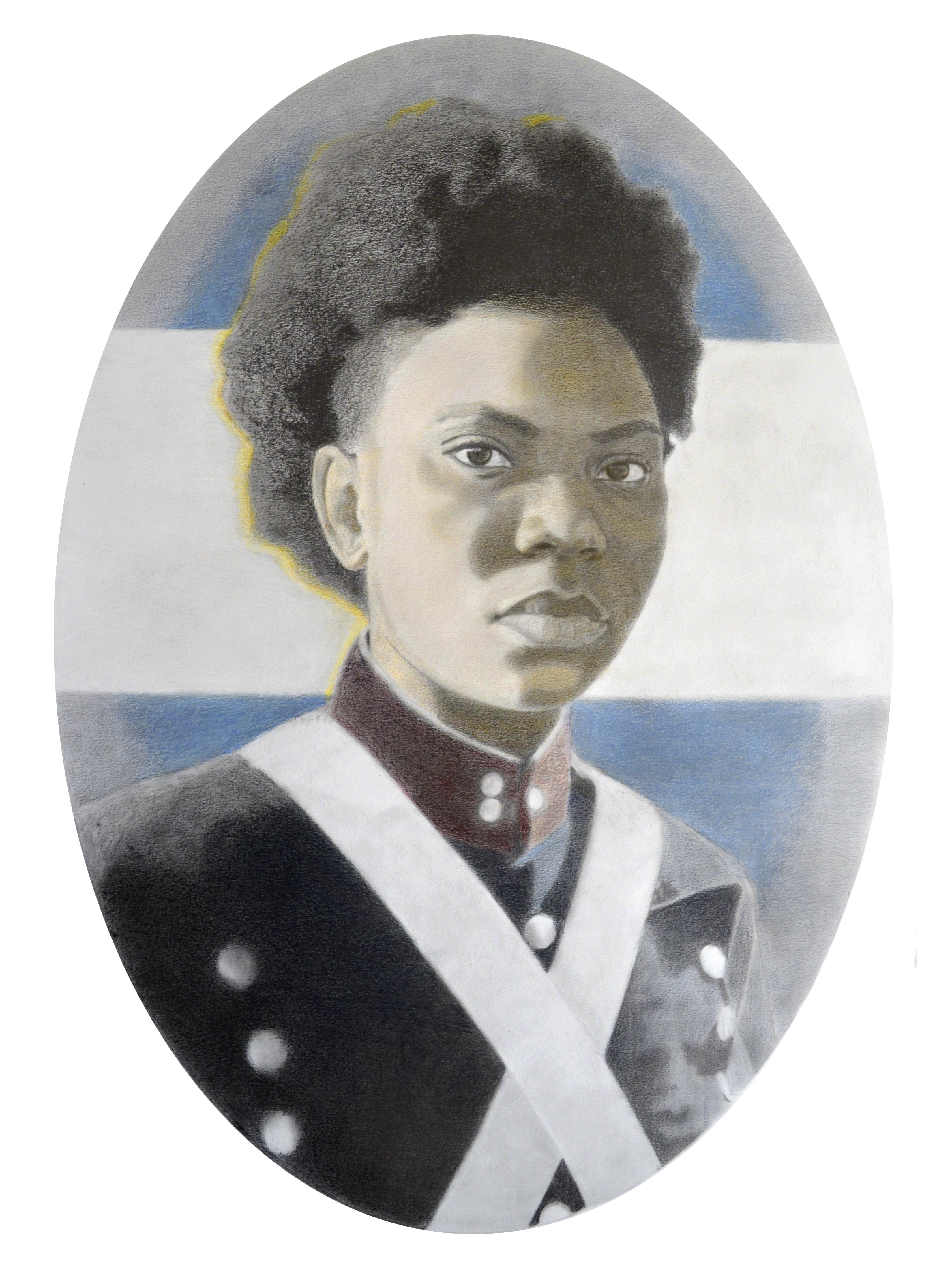
Современное изображение Марии Ремедиос в военной форме

Армия прибыла в декабре 1810 года в Потоси. Участие дель Валье в битвах при Уаки (20 июня 1811 г.) и последующее отступление армии в Жужуй, исход из Жужуя (23 августа 1812), победы при Тукумане (24 сентября 1812) и при Сальте (20 февраля 1813), а также поражения при Вилькапуджо (1 октября 1813) и Айохума (14 ноября 1813). Перед битвой при Тукумане она попросила разрешения у генерала Мануэля Бельграно позаботиться о войсках, павших на передовой. Бельграно отказал в разрешении на том основании, что женщины не подходят для службы на фронте. Проигнорировав его приказ, дель Валье продолжила свой план и позже была признана Бельграно в звании армейского капитана. Во время битвы при Айохуме дель Валье была ранена и взята в плен испанскими войсками. Во время своего плена она помогла нескольким заключенным совершить побег и была приговорена к публичной порке в течение девяти дней подряд. В конце концов она сбежала и вернулась в армию, чтобы помогать раненым на поле боя, оставаясь до конца конфликта.
Мало что известно об истории дель Валье после окончания войны в 1818 году, примерно до 1826 года. Известно, что её муж и двое детей были убиты в ходе конфликтов, хотя какие именно действия неясны. 23 октября 1826 года она подала заявку на компенсацию за услуги, оказанные её семьей во время войны за независимость Аргентины, но её требование было отклонено. Плохое здоровье и возраст ограничили её способность обеспечивать себя, и дель Валье начала просить еду в городских монастырях. Генерал Хуан Хосе Виамонте обнаружил её на улицах в плачевном состоянии и обратился в законодательный орган от её имени с просьбой предоставить ей пенсию. При поддержке других генералов, таких как Ансоатеги, который тогда был капитаном; Генерал Эустакио Диас Велес, который показал, что она служила партизаном, а также оказывала помощь раненым и полковник Иполито Видела, который подтвердил, что дель Валье была ранена и заключена в тюрьму в Айохуме. Осмотр тела дель Валье подтвердил, что у неё было шесть шрамов, свидетельствующих о том, что она была ранена пулями и мечами.

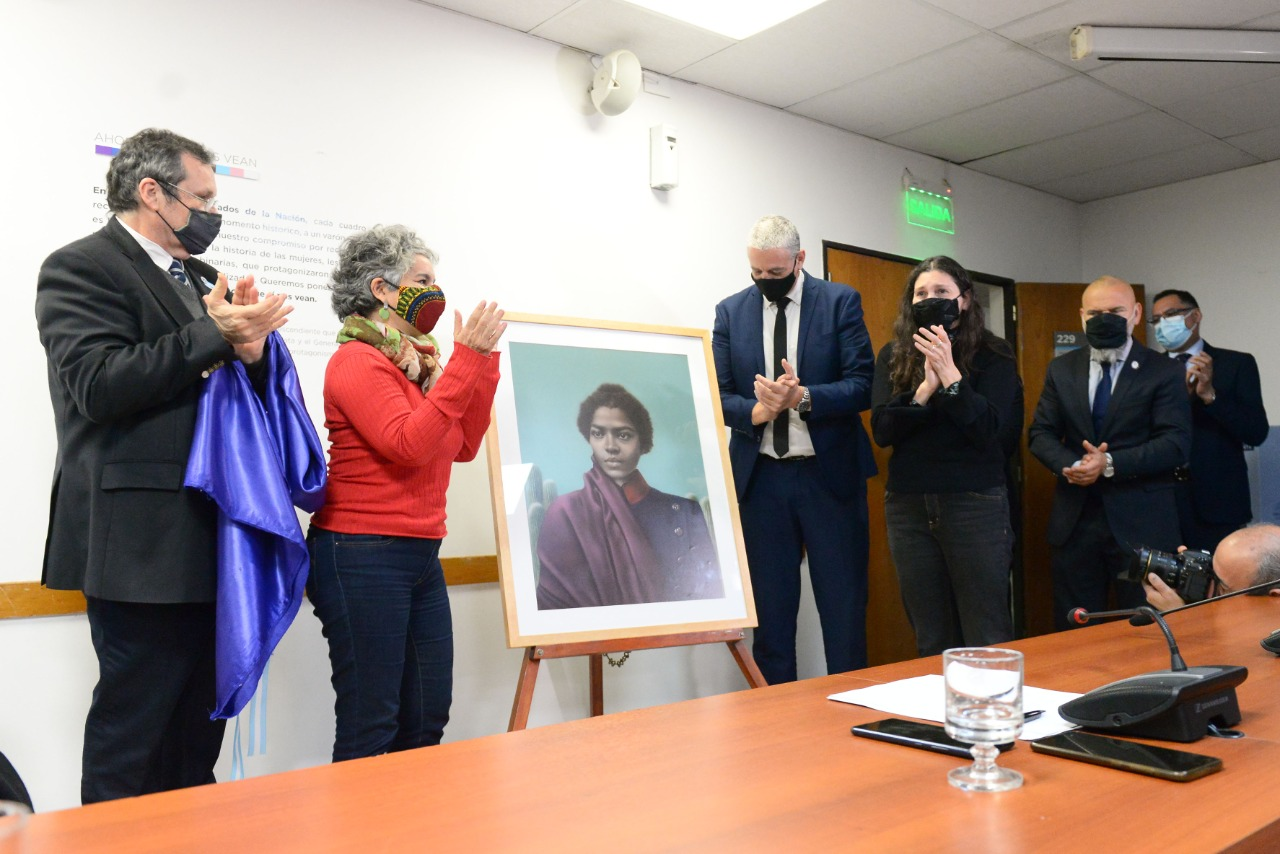
Установка портрета Марии Ремедиос дель Валье, победительницы национального конкурса, в Национальной палате депутатов в 2021 году, первая картина женщины внутри палаты.

Томас де Анхорена, член законодательного органа, также представил дело в её защиту, и законодательный орган согласился предоставить дель Валье жалование в звании капитана пехоты. Позже это было повышено до компенсации в качестве сержант-майора кавалерии. Дель Валье была переведена в неактивный статус с полной зарплатой, соответствующей её званию в 1830 году. Она продолжала получать пенсию до своей смерти в 1847 году. По записям, выплаты между 1836 и 1847 годами выплаты производились в пользу Ремедиос Росас — считается, что она изменила свое имя в благодарность губернатору Буэнос-Айреса Хуану Мануэлю де Росасу за предоставление ей пенсии. 

## Смерть
Запись в пенсионных записях военных архивов от 8 ноября 1847 года указывает, что Мариа Ремедиос дель Валье умерла. Впервые история о Марии Ремедиос де Валье появилась в учебнике истории Аргентины в начале 1930-х годов, когда Карлос Ибаргурен опубликовал её рассказ.

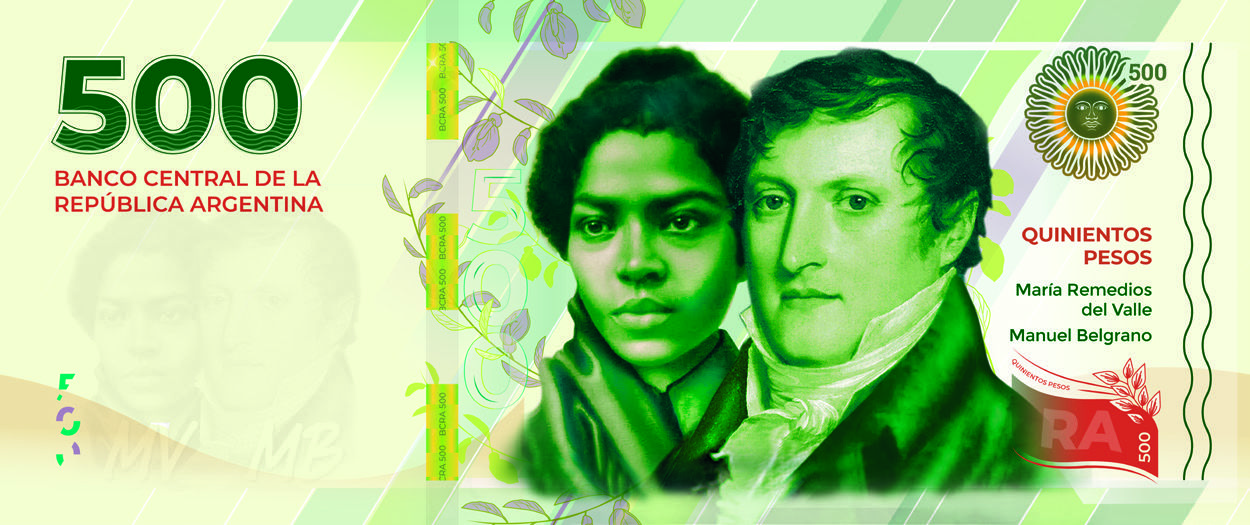
Бельграно и дель Валье на проекте банкноты

## Память
- Мариа Ремедиос дель Валье была в значительной степени забыта до начала XXI века, когда афро-аргентинцы, активисты и учёные начали включать историю людей, которые были исключены из историографии страны из-за преднамеренной дискриминации по признаку пола и расы. В настоящее время она получила широкое признание за свой вклад, и многочисленные публикации пересказали её историю. С 2013 года 8 ноября отмечается в её честь как Национальный день афро-аргентинцев и африканской культуры.

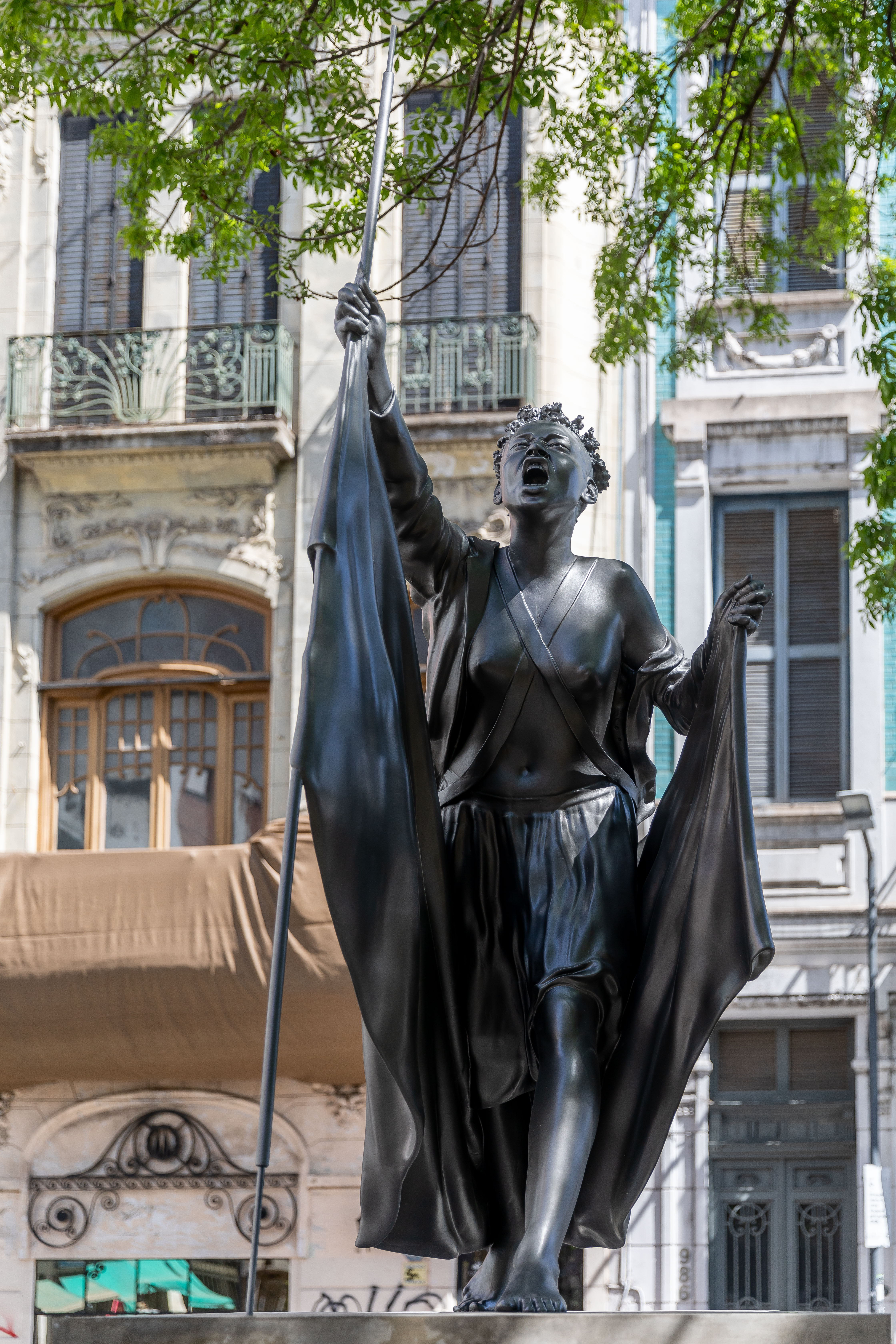
Памятник Марии Ремедиос дель Валье в Буэнос-Айресе

- Памятник Марии Ремедиос дель Валье в Буэнос-АйресеРабота Марии Ремедиос дель Валье была заявлена Бартоломе Митре в его книге «История Бельграно и независимости Аргентины», где он упоминает её под титулом «Мать нации». Впервые она появилась в исторической книге в Аргентине в начале 1930-х годов, когда её историю опубликовал Карлос Ибаргурен.
- В честь Марии Ремедиос дель Валье в Буэнос-Айресе в 1944 году была названа улица.
- 10 декабря 2018 года в школе № 25, расположенной на улице Феррандо, 548, в городе Санта-Роза, провинция Ла-Пампа, образовательное сообщество открыло аллегорический памятник на эту тему.
- В октябре 2021 года школа № 90 на улице Кордова, 3800, в городе Росарио, провинция Санта-Фе, официально меняет свое название с «Франклин Рузвельт» (президент США в середине двадцатого века) на Мария Ремедиос дель Валье в знак уважения к «Матери нации». Выбор был сделан образовательным сообществом путем плебисцита.
- 8 ноября 2022 года на площади Кастелао (Буэнос-Айрес) был открыт памятник Марии Ремедиос дель Валье (Скульптор Алексис Минкевич в сотрудничестве с Гизелой Крайсман и Луисом Юпанки). Статуя была напечатана на 3D-принтере из смолы и полиуретанового лака, её высота вместе с постаментом составила 3,7 метра, а вес — 80 килограммов. 1 сентября 2023 года статуя Марии Ремедиос дель Валье была сожжена дотла в результате акта вандализма, осуждённого Министерством культуры[1].
- В 2022 году она вместе с Мануэлем Бельграно была включена в предложение по новой банкноте в 500 аргентинских песо. В итоге их портреты были помещены на купюру в 10 000 песо, выпущенную в мае 2024 года.